# Renald Deppe
Renald Deppe (* 4. August 1955 in Bochum; † 28. Mai 2023 in Wien) war ein deutscher Klarinettist, Saxophonist, Komponist und Musikmanager. Er galt als „einer der wichtigsten Exponenten der österreichischen zeitgenössischen Musikszene.“

## Ausbildung und Wirken
Deppe studierte an der Folkwang-Hochschule in Essen klassische Klarinette, Klavier und Komposition und erhielt seine weitere musikalische Ausbildung in Berlin und seit Anfang der 1970er Jahre an der Hochschule für Musik und darstellende Kunst in Wien, wohin er vom speziellen Klarinettenklang von Alfred Prinz angezogen wurde. 
1988 gründete Deppe die Kulturspektakel der Stadtinitiative Wien (bis 1997); zwischen 1991 und 1998 leitete er die von ihm gegründeten GrabenFestTage Wien. 1992 gründete er mit seiner Ehefrau Margarethe Deppe und den Gitarristen Fabian Pollack und  Michael Bruckner-Weinhuber das Ensemble Capella con Durezza. Von 1994 bis 1997 war er Mitglied der künstlerischen Leitung des Jazz-Clubs Porgy & Bess in Wien; später leitete er dort die „Strenge Kammer“ als Laboratorium für den Nachwuchs. Saxophon und Klarinette spielte er u. a. im Klangforum Wien und im Ensemble Wien 2001. 1997/98 war er als Musikkurator für das Festspielhaus St. Pölten tätig. Ab 2002 leitete er das von ihm gegründete Ensemble Wachauer Pestbläser, in dem Gert Jonke, Christoph Cech und andere mitwirkten. Er unternahm zahlreiche Gastspiele auf internationalen Festivals. Neben Kammermusik komponierte er die Kinderoper Albolina (1988) und zu einem Libretto von Bodo Hell die Oper Ria nackt (2002). 
Ab 1998 unterrichtete Deppe an der Musikuniversität Wien und an der Anton Bruckner Universität Linz.
Ab 1999 war er Mitherausgeber der Kunstzeitschrift Kursiv.
Deppe starb an den Folgen einer Krebserkrankung.

## Auszeichnungen
Deppe erhielt 2006 den Preis der Stadt Wien für Musik.